# AS-203
L'AS-203 è stata una missione senza equipaggio della NASA del programma Apollo lanciata il 5 luglio 1966 con un razzo Saturn IB.
Lo scopo principale della missione era testare il riavvio del motore dello stadio S-IVB in orbita. Il test si è concluso con successo ma il razzo è andato distrutto dopo quattro orbite.
La missione è stata lanciata puntualmente a luglio, nonostante la missione AS-202 fosse in ritardo e sarebbe stata lanciata dopo la AS-203.